# Neoepiscardia decipiens
Neoepiscardia decipiens är en fjärilsart som beskrevs av László Anthony Gozmány. Neoepiscardia decipiens ingår i släktet Neoepiscardia och familjen äkta malar. Inga underarter finns listade i Catalogue of Life.